# Kloster Wilberghaus Würzburg
Das Wilberghaus Würzburg war ein Regelhaus (Kloster) der Terziarinnen der Franziskaner-Minoriten in Würzburg in Bayern in der Diözese Würzburg.

## Geschichte
Die Ordensgemeinschaft im Wilberghaus an der heutigen Hofstraße hinter dem Würzburger Dom lebte nach Regeln, die im Jahre 1366 von einer Schwester Wilberg unter Mitwirkung des Guardians Ludwig von Own aufgestellt worden war. Nach deren Satzung sollte die Frauengemeinschaft nicht mehr als 13 Schwestern umfassen. Im Jahre 1579 wurde das Regelhaus aufgelöst und um 250 Gulden verkauft. Der Erlös wurde unter den letzten Schwestern verteilt.